# Anna Hottner-Grefe
Anna Hottner-Grefe (* 17. März 1867 in Wien; † 18. Februar 1946 ebenda) war eine österreichische Schriftstellerin. Sie schrieb auch unter den Pseudonymen A. G. Ostheim, Georg Hellmann, Nora Welten, Robert Schönberg und Hubert Trexler.

## Leben
Sie kam 1867 als Tochter des Landschaftsmalers Conrad Grefe (1823–1907) in Wien zur Welt, wo sie aufwuchs und ihre Erziehung erhielt. Hottner wandte sich schon bald dem Schreiben zu, wobei sie von Jean Jacques David und Vinzenz Chiavacci gefördert wurde. Erste Erzählungen erschienen 1888 im Wiener Tageblatt. In der Folge veröffentlichte sie zahlreiche Werke in verschiedenen Zeitschriften, darunter der Neuen Freien Presse, dem Neuen Wiener Tageblatt, der Sonn- und Montags-Zeitung, dem Neuen Wiener Journal und verschiedenen Jugendzeitschriften wie der Österreichischen Jugend-Zeitung und der Jugendlaube. Von 1894 bis 1896 leitete sie die „einzige in Wien erscheinende grössere fortschrittliche ‚Frauen-Zeitung‘, die Monatsschrift Frauenleben“. Zeitweilig war sie stellvertretende Vorsitzende der „Vereinigung der arbeitenden Frauen“. Im Jahr 1896 fand ein Märchen Grefes Aufnahme in den Märchenband Der Jugend Wunderborn.
Sie heiratete am 24. Februar 1895 den Magistratsbeamten Franz Hottner, ihren Jugendfreund. Die Familie ernährte sie in den 1920er-Jahren durch die Veröffentlichung zahlreicher Groschen- und Liebesromane. Sie verstarb 1946 in Wien. Zahlreiche Liebesromane Hottner-Grefes erschienen nach ihrem Tod in Form von Romanzeitungen und -heften neu, zum Beispiel als „Gloria-Roman“, in der „Romanzeitung für alle“ und als Teil der „Roman-Serie zur Entspannung und Unterhaltung“.
Hottner-Grefes Enkelin Erika Danneberg (1922–2007) wurde ebenfalls Schriftstellerin.

## Werke (Auswahl)
- Gedenkbuch der hervorragendsten Männer und Frauen Österreichs vom Regierungsbeginne der Habsburgischen Dynastie bis zur Gegenwart. (Hrsg. u. bearb. m. Conrad Grefe) 1893.
- Dunkle Gewalten. Die Wila. 2 Erzählungen. Hillger, Leipzig/Berlin 1910.
- Tote, die leben. Kriminalroman. Wessel, Lübeck 1923.
- Juliette von Schönau, die natürliche Tochter eines Kaisers. Roman. Freya, Heidenau 1925.
- Marquise von Montespan, der Dämon Frankreichs. Roman. Freya, Heidenau 1926.
- Margarita-Roxelane oder: Vom Sklavenmarkt auf den Thron der Osmanen. Freya, Heidenau 1926.
- Prinzessin Katja Dolgoruky die Gemahlin Alexander II. Roman. Freya, Heidenau 1926.
- Sophie Arnould, die Primadonna des 18. Jahrhunderts. Freya, Heidenau 1926.
- Karoline von Braunschweig, die ungekrönte Königin von England. Freya, Heidenau 1926.
- Françoise de Flaville: die erste Liebe Kaiser Josefs II. Freya, Heidenau 1927.
- Mary Anne Wells, das Blumenmädchen von London. Freya, Heidenau 1827.
- Prinzessin Elisabeth Tarakanow, die Rivalin der Zarin. Freya, Heidenau 1928.
- Agnese von Seibelstorff. Ein tragisches Schicksal aus den Türkenkriegen. Freya, Heidenau 1928.
- Marya, die große Spionin, die schöne Tochter des Dr. Kowalski. Freya, Heidenau 1928.
- Juanna di Perez, die Rose von Lissabon. Freya, Heidenau 1928.
- Margit, die Liebe des jungen Kaisers Franz Joseph I. Freya, Heidenau 1829.
- Susann d’Obrie, die Heidekönigin. Freya, Heidenau 1829.
- Jakobäa von Bayern, die Regentin der Niederlande.Freya, Heidenau 1930.
- Florica Vanescu. Der Dämon der Spieler Freya, Heidenau 1931.
- Das zerbrochene Herz. Freya, Heidenau 1931.
- Asta Leron, die Schlangenkönigin. Freya, Heidenau 1932. (Neu aufgel. 1947.)
- Junge Ehe. Freya, Heidenau 1932.
- Menschen kämpfen um ihr Glück. Freya, Heidenau 1934.
- Die große Liebe der jungen Sibylle. Ein Frauenschicksal. Fünf Türme-Verlag, Halle 1934.
- Herzen in Not. Freya, Heidenau 1935.
- Das Herz siegt. Freya, Heidenau 1936.
- Bettina meistert das Leben. Freya, Heidenau 1937.
- Eine Frau voll Liebe. Originalroman. Sonnen-Verlag, Wien 1939.
- Sybillens Liebesfrühling. Sonnen-Verlag, Wien 1939.
- Das Puppenspielermädl. Sonnen-Verlag, Wien 1940.
- Ein Mädchenschicksal. Sonnen-Verlag, Wien 1940.
- Die Tochter der Schauspielerin. Sonnen-Verlag, Wien 1941.
- … und ich sah dich wieder. Sonnen-Verlag, Wien 1940.
- Vera erobert das Glück. Gritsch, Wien 1947.
- Eine große Liebe. Gritsch, Wien 1948.
- Herzenskämpfe. Roman einer jungen Ehe. Lehning, Hannover 1948.
- Zum Glücke durchgerungen. Sonnenverlag, Wien 1948.
- Die Braut des Todes. Künstlerroman. Eismann, Wien 1949.
- Harmonie der Seele. Schicksalsroman. Eismann, Wien 1949.
- Klänge der Liebe. Liebesroman. Eismann, Wien 1949.
- Lied des Lebens. Liebesroman. Eismann, Wien 1949.
- Verschlungene Pfade. Liebesroman. Eismann, Wien 1949.
- Wirrnisse des Lebens. Liebesroman. Eismann, Wien 1949.
- Märchen vom Glück. Liebesroman. Eismann, Wien 1949.
- Schicksalsfäden. Liebesroman. Eismann, Wien 1949.
- Sein bester Kamerad. Liebesroman. Eismann, Wien 1949.
- Fahrt ins Glück. Liebesroman. Eismann, Wien 1950.
- Macht des Schicksals. Liebesroman. Eismann, Wien 1950.
- Herzenstöne. Liebesroman. Eismann, Wien 1950.
- Um einer Liebe willen. Liebesroman. Eismann, Wien 1950.
- Und alles aus Liebe … SSonnenverlag, Wien 1950.
- Der Weg zum Glück. Schicksalsroman. 1950.[2]
- Und du wirst doch mein, Ulrike. Gloria-Verlag, Wien 1956.
- Tua net verzag'n Gretl! Liebesroman aus der Gebirgswelt. Gloria-Verlag, Wien 1957.